# La morte dell'impiegato
La morte dell'impiegato (in russo Смерть чиновника?, Smert’ činovnika) è un racconto di Anton Čechov pubblicato per la prima volta nel 1883.

## Trama
L'usciere di tribunale Ivan Dmitrič Červâkov sta assistendo alla rappresentazione di Le campane di Corneville seduto nella seconda fila di poltrone del teatro "Arcadia" di San Pietroburgo, quando improvvisamente starnutisce e spruzza la testa calva del generale Brizžalov, direttore generale del Ministero delle comunicazioni russo. Consapevole della sua posizione gerarchica più bassa, presenta le sue scuse al generale già durante la rappresentazione. Pensando poi che l'essersi scusato non sia sufficiente, Červâkov si scusa nuovamente durante l'intervallo, irritando l'alto burocrate il quale afferma di non pensare più all'episodio. Ritenendo che il superiore si sia offeso in modo irreparabile, Červâkov entra in uno stato ansioso; una volta tornato a casa, informa la propria moglie dello sfortunato incidente e costei gli consiglia di scusarsi nuovamente il giorno dopo. Senza comprendere la ragione di tanta insistenza, Brizžalov reagisce sempre più infastidito alle scuse dello zelante impiegato e infine si convince che l'usciere lo stia prendendo in giro. Dopo aver ascoltato le scuse per la quinta volta nel proprio ufficio, l'esasperato Brizžalov caccia in malo modo lo zelante usciere. Červâkov torna a casa come un automa, si sdraia sul divano senza togliersi l'uniforme e muore.

## Storia
La morte dell'impiegato fu creato da Čechov  nei giorni 25 e 26 giugno 1883, inviato immediatamente a Lejkin, direttore del settimanale umoristico e letterario Oskolki, il quale trovò il racconto "affascinante" e lo pubblicò sul numero 27 (2 luglio 1883), nelle pp. 4-5. Il racconto era firmato con lo pseudonimo di A. Čechontè. La morte dell'impiegato fu poi inserito da Čechov nel 1886 nella raccolta intitolata "Racconti variopinti" (in russo Пёстрые рассказы?, Pëstrye rasskazy). Infine fu pubblicato nell'edizione delle Opere di Čechov dell'editore A. F. Marks (Polnoe sobranie sočinenij A.P. Čechov, Sankt-Peterburg: Izdanie A. F. Marksa, 1899, Vol. III (Racconti umoristici 1883-84), pp. 164-166.
Il racconto è giustamente famoso. Ha ispirato anche caratteri della commedia all'italiana quale il personaggio interpretato da Totò nel film Totò e i re di Roma di Steno e Monicelli mentre la figura dell'usciere Červâkov è stata interpretata come un antecedente di Fantozzi, il personaggio creato da Paolo Villaggio .

## Edizioni
- A. Čechov, «Smert’ činovnika», Oskolki numero 27 (2 luglio 1883), nelle pp. 4-5
- Anton Cechov, Era lei!...: novelle umoristiche; versione integrale dal russo di Giovanni Faccioli, Torino: Slavia, 1929
- Anton Pavlovič Čechov, Tragico controvoglia; La morte dell'impiegato; Ragazzi, Voce recitante: Vittorio De Sica, 1 disco sonoro 33 giri 25 cm, Coll. Raccolta recital. Poesia, Prosa, Teatro n. 9, Milano: La Voce del Padrone, 1959, n. ed. registrazione sonora: QFLP4070
- Anton Čechov, «La morte dell'impiegato». traduzione di Giuseppe Zamboni. In: A. Čechov, Racconti e novelle; a cura di Giuseppe Zamboni, introduzione di Emilio Cecchi; appendice critica a cura di Maria Bianca Luporini, Coll. I grandi classici stranieri, Firenze: G. C. Sansoni, 1963, Vol. I, pp. 33-36
- A. P. Čechov, Il monaco nero; Gusev; La morte dell'impiegato; testo russo con traduzione interlineare a fronte a cura di Benito D'Ajetti, Napoli: Arti grafiche Finizio, 1965